# Maria Gunther
Maria Gunther, senare Maria Gunther Axelsson, född 27 juli 1968, är en svensk vetenskapsjournalist och doktor i partikelfysik. Hon är sedan 2013 Dagens Nyheters vetenskapsredaktör. Maria Gunther utbildade sig till journalist vid Uppsala universitet. Hon är även utbildad civilingenjör inom teknisk fysik, och har varit forskare på partikelfysiklaboratoriet CERN i Genève. Maria Gunther doktorerade 1998 i partikelfysik vid Uppsala universitet. Hon har även arbetat med klimatforskning på forskningsinstitutet International Institute for Applied Systems Analysis (IIASA) i Österrike.
År 2016 tilldelades hon priset som Årets Folkbildare. År 2018 tilldelades hon Natur & Kulturs populärvetenskapliga pris.
Maria Gunther var 2016 en av deltagarna i SVT:s underhållningsprogram Genikampen.

## Priser och utmärkelser
- 2016 – Årets Folkbildare, tillsammans med medicinreportern Amina Manzoor, med motiveringen "Vetenskapsredaktör Maria Gunther och medicinreporter Amina Manzoor har under året tillgängliggjort medicin och annan vetenskap på ett lättbegripligt och insatt sätt för allmänheten".[7]
- 2018 – Natur & Kulturs populärvetenskapliga pris, med motiveringen "Med en sällsynt känsla för både gravitationsvågor och osynlighetsmantlar väcker årets pristagare intresset för forskning hos en allt bredare läsekrets. Maria Gunther vaskar snabbt fram guldkornen i den strida strömmen av vetenskapsnyheter, och sållar skoningslöst bort det som inte håller måttet".[8][9]
- 2022 – Karin Gierows pris [10]